# Pierre-Marie Durieux
Pierre-Marie Durieux était un évêque catholique français, né le 7 juin 1884 à Dunières, dans le département de la Haute-Loire et la région Auvergne, et mort le 3 février 1947.

## Biographie
Pierre-Marie Durieux est le fils de modestes paysans. Il est  élève du petit séminaire de Monistrol-sur-Loire de 1898 à 1903, puis du grand séminaire du Puy de 1903 à 1908. Il entre en novembre 1908 au séminaire français de Rome et il est ordonné prêtre à Saint-Jean-de-Latran le 10 avril 1909. 
Docteur en théologie, il revient en France et il est choisi comme secrétaire-adjoint par Thomas François Boutry. Il soutient sa thèse de docteur en droit canonique à Lyon, en 1913. Il est mobilisé le 3 avril 1915 et retrouve son poste de secrétaire à la fin de la guerre. Il est nommé vicaire général du diocèse du Puy-en-Velay le 11 mars 1927. 
En 1931 il devient  évêque de Viviers, le plus jeune évêque de son époque (La Croix de l'Ardèche 15 novembre 1931). Il est consacré dans la cathédrale du Puy par Norbert-Georges-Pierre Rousseau. En 1937 il succède à Dominique Castellan comme archevêque de Chambéry.

## Publications
Les Dispenses matrimoniales, étude historique, théorique et pratique, (thèse en droit canonique), Le Puy, 1913 ; réédité en 1920 sous le titre Le mariage en droit canonique Paris 1920, Librairie Lecoffre, J. Gabalda, 176 p.
L'Eucharistie. Memento canonique et pratique, Paris, 1925, ed. Gabalda, 328 p. 